# Erala
Erala – wieś w Estonii, w prowincji Tartu, w gminie Tartu.